# Laguna Suches
La Laguna Suchez o Lago Suchez es un cuerpo de agua producto de deshielos de glaciares próximos a él, se encuentra entre los departamentos de La Paz, Bolivia y Puno en Perú, formando frontera natural entre los dos países, se encuentra dentro del Área natural de manejo integrado Apolobamba en la cordillera de Apolobamba. Tiene unas dimensiones máximas de 13,1 km de largo por 1,8 km de ancho y una superficie de 14,2 km².[cita requerida]